# Paris-Roubaix 1978

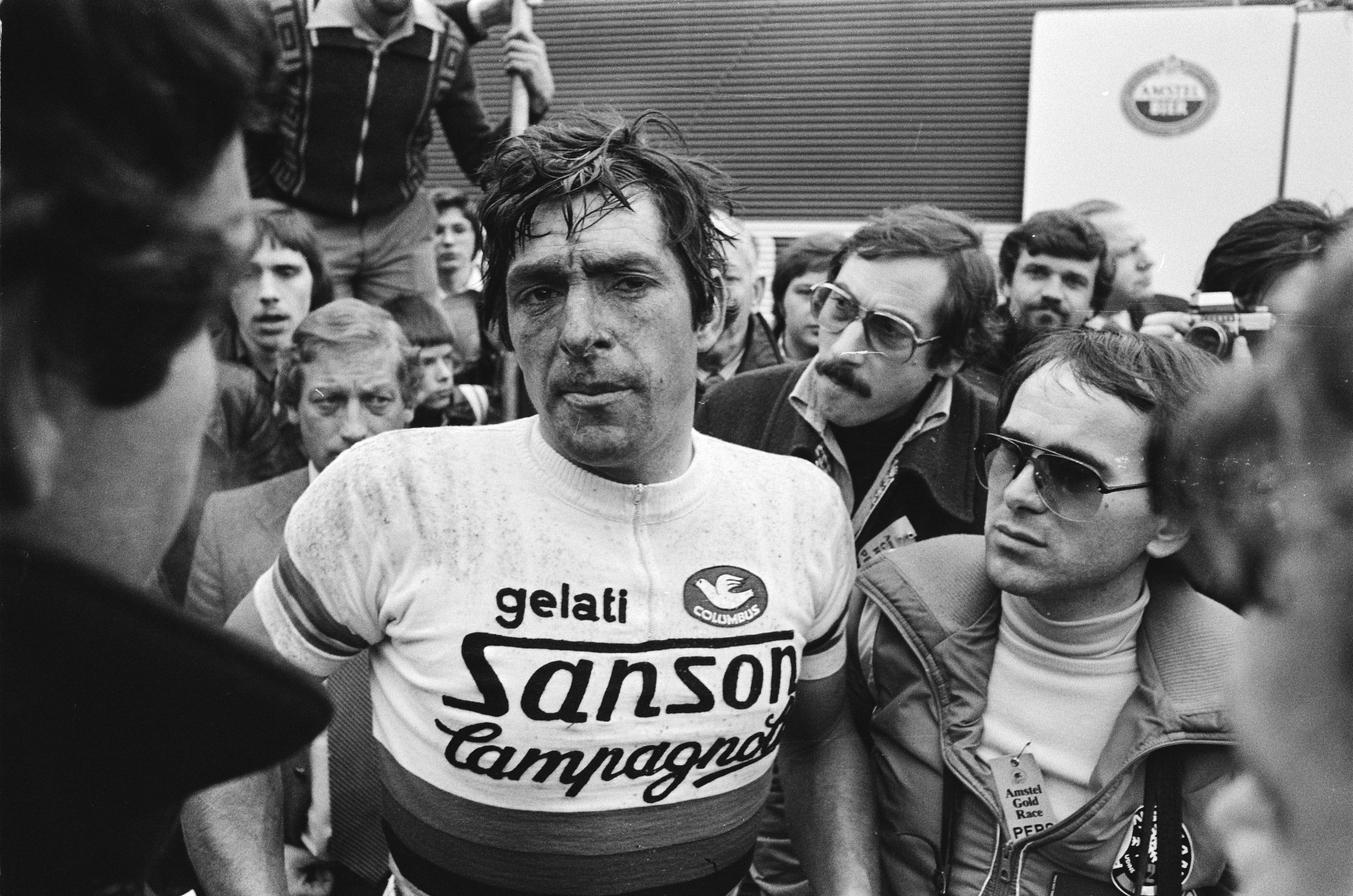
Francesco Moser (ici lors de l'Amstel Gold Race 1978).

La 76e édition de la course cycliste Paris-Roubaix a eu lieu le 16 avril 1978 et a été remportée en solitaire par l'Italien Francesco Moser.

## Classement final
|    | Cycliste            | Équipe                    | Temps           |
| -- | ------------------- | ------------------------- | --------------- |
| 1  | Francesco Moser     | Sanson-Campagnolo         | 7 h 12 min 24 s |
| 2  | Roger De Vlaeminck  | Sanson-Campagnolo         | + 1 min 40 s    |
| 3  | Jan Raas            | TI-Raleigh                | + 1 min 40 s    |
| 4  | Freddy Maertens     | Flandria-Velda-Lano       | + 1 min 40 s    |
| 5  | Ferdi Van Den Haute | Marc-Zeepcentrale-Superia | + 4 min 11 s    |
| 6  | Hennie Kuiper       | TI-Raleigh                | + 4 min 26 s    |
| 7  | Guido Van Sweevelt  | IJsboerke-Gios            | + 5 min 21 s    |
| 8  | Herman Van Springel | Marc-Zeepcentrale-Superia | + 5 min 21 s    |
| 9  | Ronan de Meyer      | Marc-Zeepcentrale-Superia | + 5 min 21 s    |
| 10 | Marc Demeyer        | Flandria-Velda-Lano       | + 5 min 49 s    |